# Sundstabyn
Sundstabyn är en bebyggelse på väster om sjön Övre Blomsjön i  Blomskogs socken i Årjängs kommun i Värmland. SCB avgränsar här från 2023 en småort.